# Mistrzostwa Świata w Kolarstwie Torowym 1900
8. Mistrzostwa Świata w Kolarstwie Torowym 1900 odbyły się w stolicy Francji – Paryżu. Na mistrzostwach tych, oprócz dotychczasowych czterech konkurencji: sprintu i wyścigu ze startu zatrzymanego zarówno dla zawodów jak i amatorów rozegrano także wyścig tandemów. W nowej, nieoficjalnej konkurencji najlepsza okazała się drużyna holendersko-włoska: Harrie Meyers i Gian Ferdinando Tomaselli.

## Medaliści

### Mężczyźni
| Konkurencja                              | Złoto                 | Srebro          | Brąz               |
| ---------------------------------------- | --------------------- | --------------- | ------------------ |
| Sprint indywidualny amatorów             | Alphonse Didier-Nauts | John Henry Lake | Ferdinand Vasserot |
| Wyścig ze startu zatrzymanego amatorów   | Louis Bastien         | Wilhelm Henie   | Lloyd Hildebrand   |
| Sprint indywidualny zawodowców           | Edmond Jacquelin      | Harrie Meyers   | Willy Arend        |
| Wyścig ze startu zatrzymanego zawodowców | Constant Huret        | Edouard Taylor  | Émile Bouhours     |

## Klasyfikacja medalowa
| Miejsce | Państwo              |   |   |   | Razem |
| ------- | -------------------- | - | - | - | ----- |
| 1.      | Francja              | 3 | 1 | 3 | 7     |
| 2.      | Belgia               | 1 | 0 | 0 | 1     |
| 3.      | Holandia             | 0 | 1 | 0 | 1     |
|         | Norwegia             | 0 | 1 | 0 | 1     |
|         | Stany Zjednoczone    | 0 | 1 | 0 | 1     |
| 6.      | Cesarstwo Niemieckie | 0 | 0 | 1 | 1     |
|         | Wielka Brytania      | 0 | 0 | 1 | 1     |